# Apoclea duplicata
Apoclea duplicata är en tvåvingeart som först beskrevs av Becker 1925.  Apoclea duplicata ingår i släktet Apoclea och familjen rovflugor. Inga underarter finns listade i Catalogue of Life.